# Prnjavor Čuntićki
Prnjavor Čuntićki je naselje u Republici Hrvatskoj, u sastavu Grada Petrinja, Sisačko-moslavačka županija. 

## Zemljopisni položaj
Selo je smješteno nedaleko Hrastovice u dolini rijeke Petrinjčice, dok se s istočne strane sela uzdiže strmo brdo Budim. Iz sela se pruža na ostatke Čuntić - kule i na crkvu i samostan sv. Antuna Padovanskog.                                    

## Stanovništvo
Popisom stanovništva iz 2011. godine, utvrđeno je da u naselju živi 79 osoba.
Prema popisu stanovništva iz 2001. godine, naselje je imalo 118 stanovnika te 46 obiteljskih kućanstava.
| broj stanovnika | 178   | 195   | 193   | 256   | 286   | 255   | 298   | 345   | 317   | 313   | 303   | 289   | 244   | 224   | 118   | 79    | 48    |
|                 | 1857. | 1869. | 1880. | 1890. | 1900. | 1910. | 1921. | 1931. | 1948. | 1953. | 1961. | 1971. | 1981. | 1991. | 2001. | 2011. | 2021. |

## Šport
U naselju je postojao nogometni klub NK Dinamo Prnjavor Čuntićki